# Тензорный процессор Google
Тензорный процессор Google (англ. Google Tensor Processing Unit, Google TPU) — тензорный процессор, относящийся к классу нейронных процессоров, являющийся специализированной интегральной схемой, разработанной корпорацией Google и предназначенной для использования с библиотекой машинного обучения TensorFlow. Представлен в 2016 году на конференции Google I/O, при этом утверждалось, что устройства к тому моменту уже использовались внутри корпорации Google более года.
По сравнению с графическими процессорами, рассчитан на более высокий объём вычислений с пониженной точностью (например, всего 8-разрядную точность) при более высокой производительности на ватт и отсутствии модуля для растризации и текстурных блоков.
Утверждается, что тензорные процессоры применялись в серии игр в го программы AlphaGo против Ли Седоля и в следующих подобных поединках. Также корпорация применила тензорные процессоры для обработки фотографий Google Street View на предмет извлечения текста, сообщалось, что весь объём обработан менее чем за пять дней. В Google Фото один тензорный процессор может обрабатывать более 100 миллионов фотографий в день. Также устройство применяется для самообучающейся системы RankBrain, обрабатывающей отклики поисковой системы Google.
Устройство реализовано как матричный умножитель для 8-разрядных чисел, управляемый CISC-инструкциями центрального процессора по шине PCIe 3.0. Изготавливается по технологии 28 нм, тактовая частота составляет 700 МГц и имеет тепловую расчётную мощность 28—40 Вт. Оснащается 28 Мбайт встроенной оперативной памяти и 4 Мбайт 32-разрядных аккумуляторов, накапливающих результаты в массивах из 8-битных множителей, организованных в матрицу размером 256×256. Инструкции устройства передают данные на узел или получают их из него, выполняют матричные умножения или свёртки. В такт может производиться 65536 умножений на каждой матрице; в секунду — до 92 трлн.

## Характеристики разных поколений тензорных процессоров
|                                 | TPU v1    | TPU v2    | TPU v3    | TPU v4    | TPU v5e               | TPU v5p               | TPU v6 (Trillium)      | TPU v7 (Ironwood) |
| ------------------------------- | --------- | --------- | --------- | --------- | --------------------- | --------------------- | ---------------------- | ----------------- |
| Дата выхода                     | 2016      | 2017      | 2018      | 2021      | 2023                  | 2023                  | 2024                   | 2025              |
| Технологический процесс         | 28 нм     | 16 нм     | 16 нм     | 7 нм      |                       |                       |                        |                   |
| Размер чипа (мм2)               | 331       | < 625     | < 700     | < 400     | 300—350               |                       |                        |                   |
| Встроенная память (Мб)          | 28        | 32        | 32        | 32        | 48                    | 48                    |                        |                   |
| Тактовая частота (МГц)          | 700       | 700       | 940       | 1050      |                       | 1750                  |                        |                   |
| Оперативная память              | 8 Гб DDR3 | 16 Гб HBM | 32 Гб HBM | 32 Гб HBM | 16 Гб HBM2            | 95 Гб HBM2            | 32 Гб                  | 192 Гб HBM        |
| Пропускная способность памяти   | 34 Гб/с   | 600 Гб/с  | 900 Гб/с  | 1200 Гб/с | 819 Гб/с              | 2765 Гб/с             | 1640 Гб/с              | 7.37 Тб/с         |
| Тепловая схема питания (Вт)     | 75        | 280       | 220       | 170       |                       |                       |                        |                   |
| TOPS (Трлн. операций в секунду) | 23        | 45        | 123       | 275       | 197 (bf16) 393 (int8) | 459 (bf16) 918 (int8) | 918 (bf16) 1836 (int8) | 4614 (fp8)        |
| TOPS/Вт                         | 0.31      | 0.16      | 0.56      | 1.62      |                       |                       |                        | 4.7               |